# Charlottenburg
Charlottenburg (pronunciación en alemán: /ʃaʁˈlɔtn̩bʊʁk/ⓘ) es un área de Berlín, dentro del distrito de Charlottenburg-Wilmersdorf. Este artículo se refiere al antiguo barrio de Charlottenburg.

## Historia
Charlottenburg fue una ciudad independiente fundada en 1705, que quedaba al oeste de Berlín, hasta que fue incorporada al "Groß-Berlin" (Gran Berlín) y transformada en un barrio. Debe su nombre a la reina consorte de Prusia Sofía Carlota de Hannover.
Durante la Guerra Fría constituyó un área central de Berlín Oeste; la estación Berlin Zoologischer Garten se convirtió en estación central de esta mitad de la ciudad dividida y el barrio ofreció una gran cantidad de edificios culturales y comerciales. Después de la Reunificación de Alemania, el barrio perdió importancia en beneficio de Berlín-Mitte. 
Sin embargo, el oeste de Berlín es aún la principal zona para compras y oferta cultural.
Tras la reforma administrativa de Berlín de 2001, fue unido a Wilmersdorf para hacer un distrito de un nuevo barrio llamado Charlottenburg-Wilmersdorf. Más tarde, en 2004, los distritos del nuevo barrio se reordenaron, dividiendo el antiguo Charlottenburg en los distritos Westend, Charlottenburg-Nord y Charlottenburg.
En 2005, Charlottenburg cumplió su 300.º aniversario.
Charlottenburg está hermanado con Linz, Trento y Lewisham en el sureste de Londres, Inglaterra.

## Geografía
Charlottenburg queda al este del río Havel y al sur del río Spree, con la excepción de Charlottenburg-Norte, que está en la otra orilla del río Spree. La parte oriental de Charlottenburg forma parte del valle glacial Berlín-Varsovia, mientras que la mayor parte del resto está sobre la meseta de Teltow.

## Palacio de Charlottenburg
La mención más antigua de la zona es la que consta en un documento de 1239 a Lietzow (también escrito Lietze, Lutze(n), Lütze, Lützow, Lusze y Lucene). Esta población se hallaba en lo que hoy es la calle Alt-Lietzow en la parte posterior del ayuntamiento de Charlottenburg. 
Charlottenburg es conocida, sobre todo, por el palacio que lleva su nombre. En 1695, Sofía Carlota recibió Lietzow de Federico de Prusia a cambio de sus posesiones en Caputh y Langerwisch (cerca de Potsdam). Allí se construyó ella una residencia de verano que se acabó en 1699. Después de la coronación de Federico I de Prusia, amplió la residencia para hacer de ella un palacio más representativo. Poco después de su muerte, el asentamiento que estaba frente al palacio y el propio palacio fueron llamados Charlottenburg y Schloss Charlottenburg, respectivamente. El rey fue el alcalde de la ciudad hasta 1720, fecha en la que Lietzow fue incorporado a Charlottenburg.
El sucesor de Federico, Federico Guillermo I, raramente residió en el palacio, lo que tuvo una influencia negativa en la pequeña ciudad de Charlottenburg. En 1740, con la coronación de Federico II de Prusia, la importancia de la ciudad creció como consecuencia de las fiestas que regularmente se celebraban en el palacio. Más adelante, Federico II prefirió el palacio de Sanssouci, que en parte había sido diseñado por él.
Pero a finales del siglo XVIII, su desarrollo no dependía solo de los monarcas. La ciudad se convirtió pronto en un área recreativa de la creciente ciudad de Berlín. Después de que se abriera una posada apropiada en los años 1770 en la calle 'Berliner Straße' (hoy Otto-Suhr-Allee), le siguieron otras, y cervecerías, atrayendo a los huéspedes especialmente en los fines de semana.
Cuando murió en 1786, su sobrino Federico Guillermo II hizo del palacio su residencia favorita. Y lo mismo puede decirse respecto a su hijo y sucesor, Federico Guillermo III.
Tras las derrotas del ejército prusiano en Jena y en Auerstedt en 1806, Charlottenburg fue ocupada por los franceses. Napoleón residió en el palacio mientras sus tropas acampaban en las afueras de Charlottenburg.

## Galería

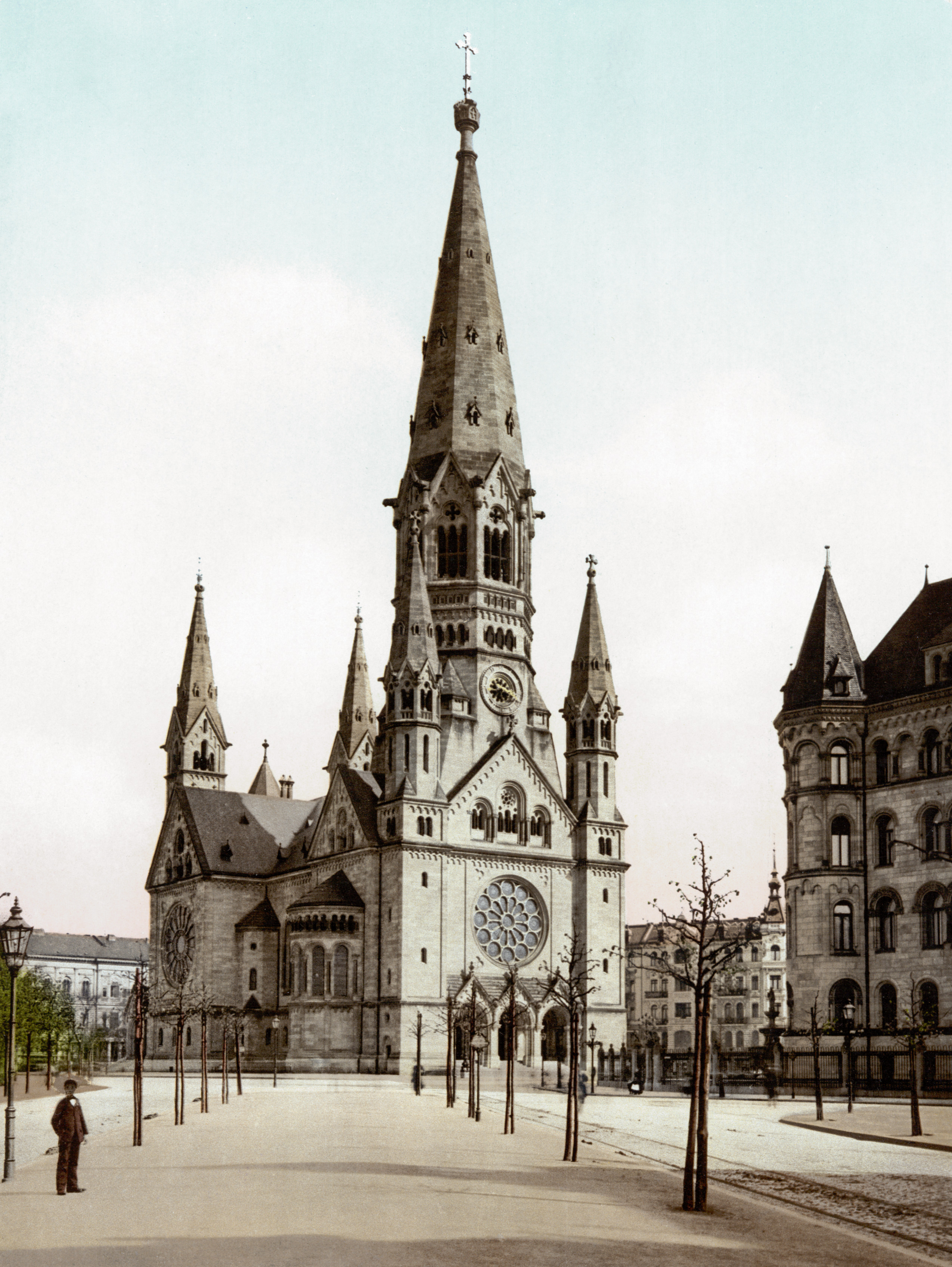
Iglesia Memorial Kaiser Wilhelm en 1900
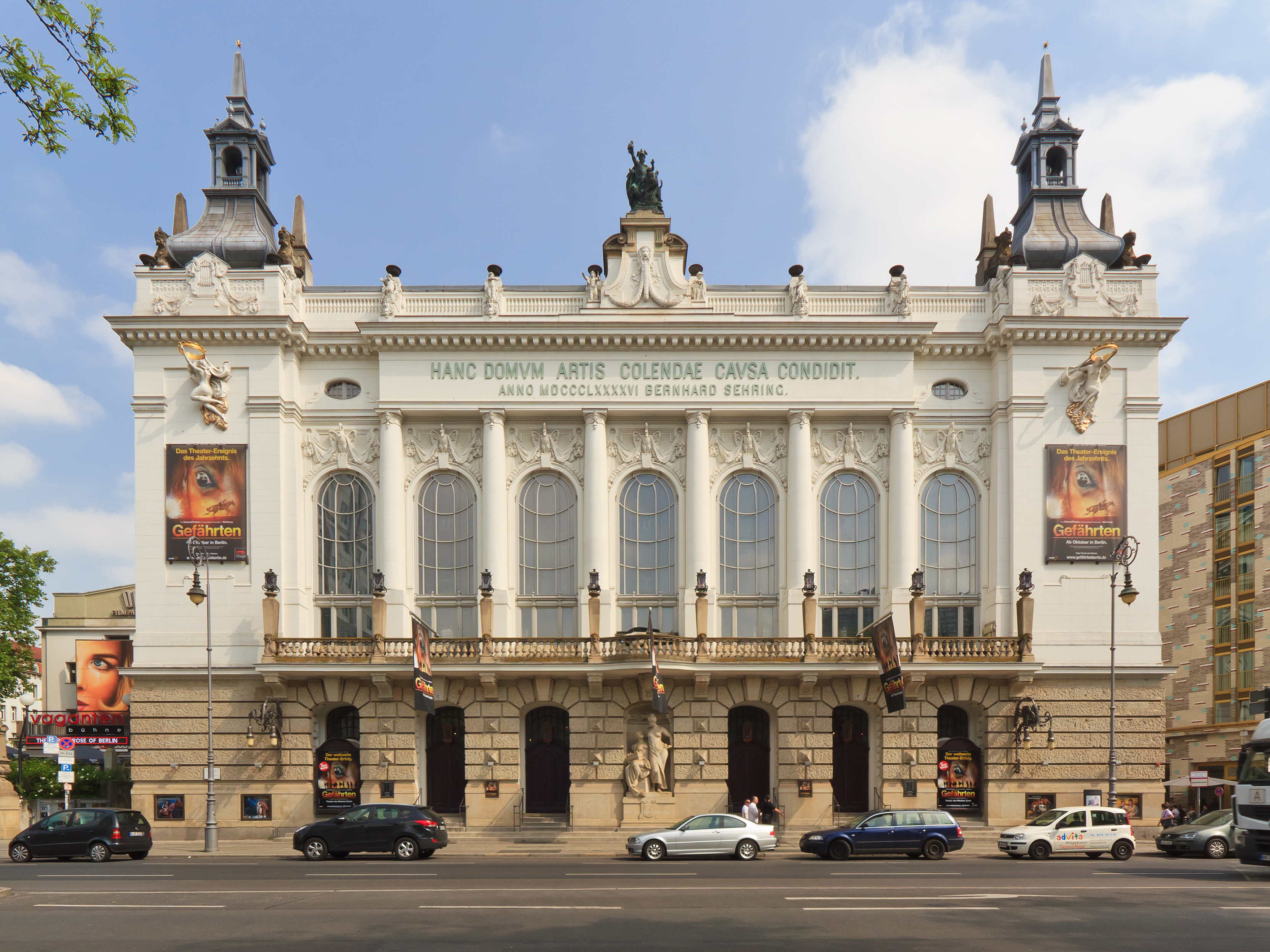
El Theater des Westens
Palacio de Charlottenburg
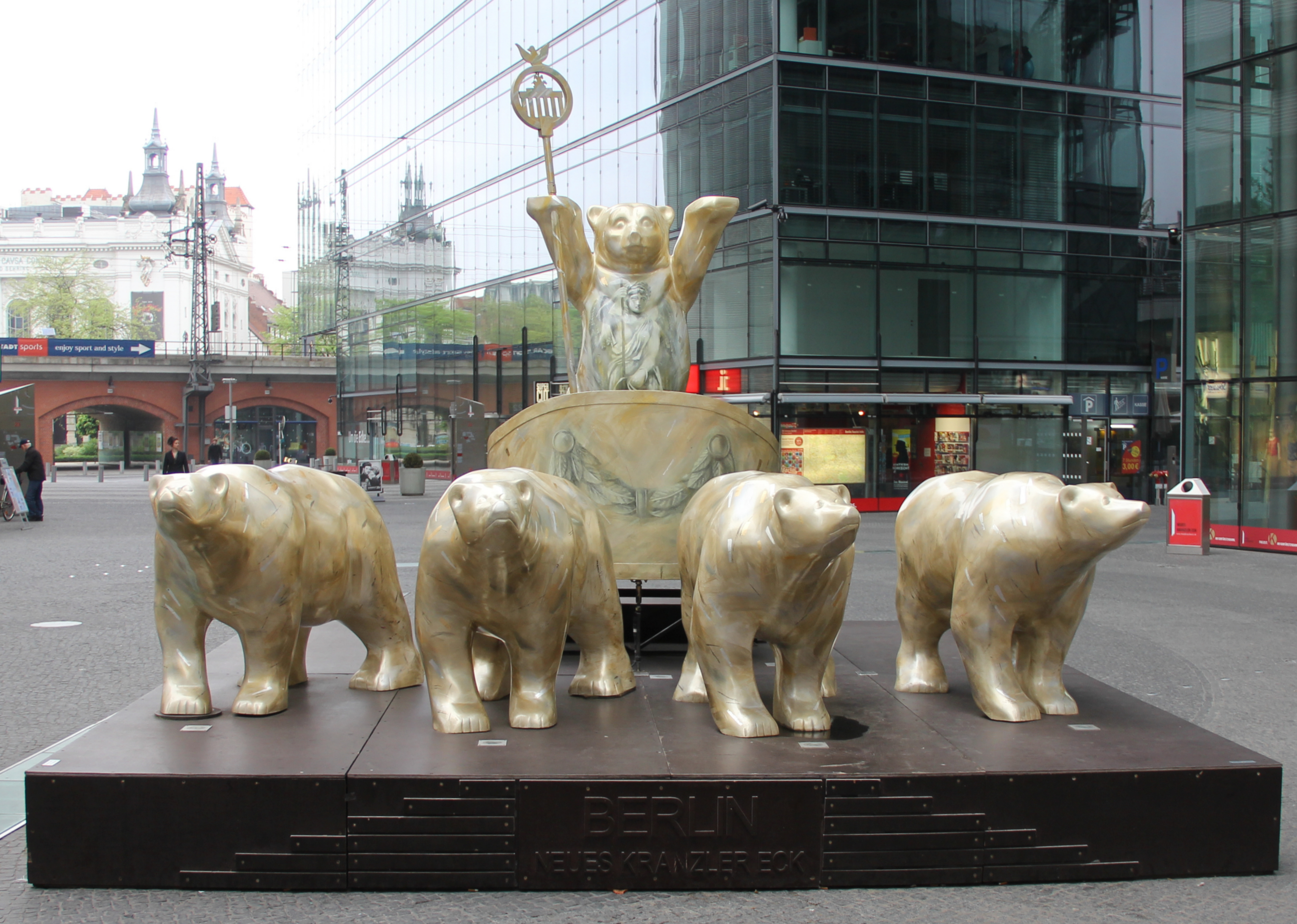
Cuadriga de Osos Buddy en la avenida Kurfürstendamm

## Monumentos y lugares de interés
- El Palacio de Charlottenburg.
- El Estadio Olímpico de Berlín.
- El Europa-Center, primer centro comercial de Berlín.
- La Estación del jardín zoológico de Berlín.
- La Ópera Alemana de Berlín.
- El Jardín zoológico de Berlín.
- La avenida Kurfürstendamm, una de las zonas de compras más importantes de Berlín y dónde se encuentra el popular Kaufhaus des Westens.
- La Universidad Técnica de Berlín, fundada en 1879.
- La Puerta de Charlottenburg.
- El Theater des Westens.
- La Torre de radio de Berlín, una construcción similar a la Torre Eiffel.
- El rascacielos Zoofenster.
- El Teatro Schiller.
- El Teatro del Bosque de Berlín.
- La Iglesia Memorial Kaiser Wilhelm.
- El Museo para la Fotografía.
- El Museo Bröhan